# Храм Захарии и Елисаветы (Черноморское)
Храм святых и праведных Захария и Елисаветы — приходской православный храм в посёлке Черноморское в Крыму. Построен в 1838 году по указанию графа Михаила Воронцова по проекту архитектора Георгия Торичелли. Является достопримечательностью посёлка и памятником истории.
Принадлежит к Евпаторийскому благочинию Симферопольской и Крымской епархии Русской православной церкви.

## История

### Проект и возведение
В начале 1830-х годов граф Михаил Воронцов дал указание построить в ряде населённых пунктов Крыма новые православные храмы, поскольку существующие средневековые не могли вместить всех верующих. Возведение храмов в Ялте и Алуште финансировалось из казны, а храм в принадлежащей ему с 1823 года Ак-Мечетской экономии, где работали переселённые на Тарханкут крестьяне из Центральной России, Воронцов построил на собственные средства. Создать проект для Ак-Мечети он поручил одесскому архитектору Георгию Торичелли, который уже зарекомендовал себя как храмовый зодчий удачным проектом в Ялте (его постройка и освящение были завершены к 1837 году). Близкий по стилистике его проект для Алушты был утверждён Николаем I в 1833 году и закончен в 1842 году.
Строительство церкви в Ак-Мечети было начато в 1835 году, а сам храм был освящён в 1838 году во имя Захария — отца Иоанна Крестителя и его супруги праведной Елисаветы. Дата празднования христианского праздника в их честь (18 сентября (5 сентября по старому стилю)) совпадала с днём рождения жены графа Елизаветы Ксаверьевны Воронцовой, что и явилось причиной выбора для посвящения храма.

### Архитектура
В архитектурном облике здания сочетаются элементы неоготики и романского стиля. Неоготический стиль, популярный в Европе в XVIII — первой половине XIX века, использовался Георгием Торичелли во многих культовых постройках в Новороссийской губернии, кроме того, граф Воронцов, также предпочитал его. Северный фасад его дворца в Алупке также выстроен в этом стиле. Церковь была спроектирована с характерной колокольней — по образцу английских соборов. В оформлении окон и дверей встречаются элементы романской архитектуры (полукруглые арки в оконных и дверных проёмах). Здание не похоже на привычные православные храмы: нет позолоченных куполов, арочных порталов, сложные наличники окон заменены скромной резьбой по камню, для украшения использованы витражи, а высокая колокольня с полукруглым шпилем напоминает башню готического замка. Современники описывали его как «обыкновенный дом со стрельчатыми окнами, с пристроенной к нему четырёхугольной башней, на которой осьмиугольный пирамидный шпиль высотой 120 футов».
В лоции Чёрного моря храм описывался так:

Идущему к Ак-Мечети от запада прежде покажется на восточном мысе Карантин, со стенами, спускающимися к морю, потом рыбный завод, здания на набережной… В тылу прибрежных зданий готическая церковь с высокой колокольнею, за ней слобода. По мере приближения к Ак-Мечетской бухте, церковь с колокольней будет видна над восточным мысом…
Колокольня при хорошей погоде видна за 16-17 морских миль.

### XIX — начало XX века
Иконостас в Ак-Мечетском храме, как указывалось в более поздних церковных документах, был одноярусным, «достаточно скромный, а впоследствии и ветхий». В храме находился один престол — во имя святых и праведных Захария и Елисаветы, почитаемых 5 сентября по старому стилю. Притч (состав служителей) на основании Указа Священного Синода № 3 от 1 марта 1865 года состоял из священника и псаломщика. Материальную поддержку церкви оказывали местные помещики граф М. С. Воронцов и граф В. С. Попов, выделявшие из доходов своих экономий на её содержание по 100 рублей в год; пожертвований с церковной кружки для обеспечения храма не хватало.
В 1854 году во время Крымской войны при обстреле Ак-Мечети флотом союзников колокольня церкви была повреждена. Ещё позже, подстрекаемые поставленным англо-французской коалицией новым губернатором Евпатории Сеит-Ибраим-пашой Гиреем, банды мародёров, в основном из числа крымских татар, разграбили экономию Воронцова, а также имения местных помещиков и храм. После заключения мира Россия предъявила Османской империи список понесённых убытков, инцидент с Ак-Мечетской церковью был расценён как оскорбление святыни и до начала Первой мировой войны турки выплачивали ежегодную компенсацию.
По свидетельству епископа Гермогена в 1870-е годы в приходе числилось пять деревень с русским населением: Ярылгач, Караджа, Кунан, Тарпанчи, Тарханкутский маяк (ныне Межводное, Красносельское, Окунёвка, Оленевка) и одиннадцать деревень со смешанным населением — татарским и русским: Аблах-Аджак, Ак-Бат, Акульчук, Байки-ят, Келегах, Керлут, Комрат, Костителкой-чан, Сабанчи, Табулды-ас, Тереклы-ас. Общее число прихожан составляло 2087 человек. Их окормляли 12 духовных лиц. В приходе также проживало 3917 татар обоего пола и некоторое число евреев и армян-грегорианцев.
С 1885 года в храме заработала церковно-приходская школа, к 1893—1894 учебному году в ней обучалось 25 мальчиков и 11 девочек. Учителями были Анна Андреевна Марьяненко и отец Кондрат Козицкий. Содержалась школа на средства, получаемые от Ак-Мечетской экономии графа П. П. Шувалова — около 500 рублей, от местной церковной общины (100 рублей) и от попечительства (32 рубля). За свою работу учителя получали 300, а священники — 120 рублей. В 1890—1900 годах местное земство построило ряд общественных зданий. Взамен двухгодичной церковно-приходской школы была открыта земская, в которой учили арифметике, чтению, письму, гражданской и церковной грамоте и закону Божьему.

### Закрытие храма
В 1930 году церковь в Ак-Мечети была закрыта советскими властями. В протоколе № 68 заседания Президиума ЦИК Советов рабочих, крестьянских, красноармейских и военно-морских депутатов Крымской АССР отмечено: «Ввиду отказа верующих от пользования церковью и вследствие требования трудящихся — церковь ликвидировать и использовать её под клуб». С 1930 года в помещении церкви открыли клуб, где работал кинотеатр и по вечерам устраивались танцы. С 1941 по 1945 год в церковном здании был склад. После Великой Отечественной войны церковь была вновь открыта и при ней жил настоятель с семьёй. Однако в конце 1950-х годов в новую волну гонений при Н. С. Хрущёве церковь закрыли окончательно. Часть икон была вывезена в Евпаторию в действующую церковь, часть разобрали по домам прихожане. В 1981 году было принято решение о строительстве двухэтажного корпуса детско-юношеской спортивной школы. Спортзалом стало и само здание церкви. Оно было переоборудовано, были внесены серьёзные изменения в его архитектурный стиль, в связи с чем храм полностью потерял первоначальный облик.

### Восстановление храма и прихода
В 1990 году было принято решение о передаче «в ведение Русской Православной Церкви ранее закрытого православного храма во имя святых и праведных Захария и Елисаветы в пгт. Черноморском…». Прихожане вернули в храм хранившиеся у них иконы. Однако многие были утрачены безвозвратно. Утерянный металлический крест в настоящее время заменён деревянным. В состав иконостаса, находящегося ныне в храме, входит и семейная икона «Распятие Христа» Николая Ивановича Зубова (1895—1980) — одного из тайных помощников А. И. Солженицына, — свидетеля «Архипелага ГУЛАГ», проживавшего в Черноморском с 1959 года (история семьи Зубова описана в части 3 главе 6 «Архипелага ГУЛАГ»):119—126.
21 сентября 2018 года, через почти 80 лет, на колокольню храма установили Благовестный именной колокол. Он отлит из латуни и весит 290 килограммов. Его украшают изображения Иисуса Христа, Богородицы, Иоанна Крестителя и святых Захарии и Елисаветы.
В настоящее время церковь принадлежит Евпаторийскому благочинию Симферопольской и Крымской епархии Русской православной церкви. Храм является одним из официальных мест православных паломничеств.
Хотя культурно-историческая ценность объекта признаётся специалистами, 185-летний храм до сих пор не входит в список объектов культурного наследия, расположенных на территории Республики Крым из-за серьёзных архитектурных перестроек позднейшего времени.